# Tirso de Molina
Tirso de Molina, pseudônimo de Fray Gabriel Téllez (Madrid, 24 de março de 1579 – Almazán, 12 de março de 1648) foi um religioso espanhol que se destacou como dramaturgo, poeta e narrador do Barroco.
Bastante conhecido pelo seu contributo ao mundo do teatro, a sua dramatologia abrange principalmente a comédia, como Don Gil de las calzas verdes, e obras hagiográficas, caso da trilogia "La Santa Juana" ou "La dama del olivar". É conhecido, tradicionalmente, como o criador do mito de Don Juan na obra El burlador de Sevilla o El convidado de piedra, provavelmente escrita em 1617 com a obra Tan largo me lo fiais. Ambas editadas no século XVII mas em nome de Pedro Calderón de la Barca. Tirso foi o primeiro autor a dar profundidade psicológica aos personagens femininos, que se tornaram protagonistas das suas obras.

## Biografia
Seus pais eram humildes criados do Conde de Molina de Herrera. Blanca de los Rios disse que Gabriel era filho natural do Duque de Osuna, mas hoje essa hipótese é infundada e totalmente desacreditado, porque se fosse verdade Tirso precisaria de autorização para entrar na Ordem das Mercês. Além disso, o Duque de Osuna era, na época, muito velho e foi credenciado em Nápoles. Além disso, a certidão de nascimento apresentada por dona Blanca é quase ilegível e dá origem a Tirso em 1584. Luis Vázquez, em seu "Gabriel Téllez nasceu em 1579. Novos documentos encontrados" Tribute to Tirso, L. Vázquez, ed ., Madrid: Estudos Journal, 1981, pp 19–36, documentado, prova que nasceu em 1579. Nenhum de seus contemporâneos inimigos, por outro lado, atribuiu essa origem.
Tirso de Molina foi um discípulo fervoroso de Lope de Vega , que conheceu quando estudava em Alcala de Henares. Defendeu a vida inteira a concepção do teatro lopista . Em 4 de novembro de 1600 entrou na Ordem das Mercês e favoravelmente , depois de passar noviciado tomou os hábitos a 21 de janeiro de 1601 no mosteiro de San Antolin de Guadalajara. Ordenado em 1606 , em Toledo, onde estudou artes e teologia e começou a escrever ; esta foi também a cidade onde viveu por mais tempo, e de onde viajou para Galiza ( em 1610 ou 1611 ) , Salamanca ( 1619 ) e Lisboa.
Em 1612 , vendeu um conjunto de três peças de teatro, e acredita-se que ele já tinha escrito uma primeira versão de "El vergonsoso en Palacio" ; em 1611 "La villana de La Sagra" ; em 1613, "El castigo del penseque" da trilogia de "La Santa Joana" , e de 1615 data Don Gil das calças verdes. No mesmo ano de 1615 estreou no Corpus de Toledo, "Los hermanos parecidos". Também na época escrevia temas religiosos , suas sátiras e comédias criaram-lhe problemas com as autoridades religiosas , que levou-o a aposentar-se entre 1614 e 1615 para o Mosteiro de Estercuel em Aragão. Talvez seja por isso que só aparecem na Viaje del Parnaso de Cervantes.

## Obras

### Comédias de capuz e espada e palatina
- El vergonzoso en palacio (1611)
- El Melancólico (1611)
- Cómo han de ser los amigos (1612)
- La villana de la Sagra (1612)
- El castigo del penseque (1614)
- Quien calla otorga (1614)
- Marta la piadosa (1614)
- Don Gil de las calzas verdes (1615)
- Amar por señas (1615)
- El amor médico (1620)
- La celosa de sí misma (1620)
- La villana de Vallecas (1620)
- Celos con celos se curan (1621)
- Por el sótano y el torno (1623)
- Los balcones de Madrid (1624)
- Amar por razón de estado (1625)
- No hay peor sordo (1626)
- Desde Toledo a Madrid (1626)
- La huerta de Juan Fernández (1626)
- Amar por arte mayor (1630)
- Privar contra su gusto (1632, de privanza)
- La firmeza en la hermosura (1644)

### Comédias históricas
- La república al revés (1611)
- La dama del olivar (1614, novela, de honra villana)
- Amor y celos hacen discretos (1615)
- Los amantes de Teruel (1615)
- Averígüelo Vargas (1621)
- Antona García (1622)
- La prudencia en la mujer (1622), sobre a rainha Maria de Molina
- Trilogía de los Pizarros (1626-1632)
- Las quinas de Portugal (1638)

### Comédias mitológicas
- El Aquiles (1612)
- La fingida Arcadia (1621)

### Comédias religiosas e filosóficas
- La joya de las montañas, Santa Orosia (uma das primeiras obras de Tirso)
- Los lagos de San Vicente (1607)
- La gallega Mari-Hernández (1611)
- La peña de Francia (1612)
- La mujer que manda en casa (1612), sobre a história de Jezabel
- La ninfa del cielo (1613, de sátira política)
- La Santa Juana (1613-1614)
- Tanto es lo de más como lo de menos (1614)
- La mejor espigadera (1614), sobre a história de Ruth
- El condenado por desconfiado (1615)
- La vida y muerte de Herodes (1615)
- Quien no cae, no se levanta (1624)
- El mayor desengaño (1621)
- La venganza de Tamar (1621)
- El burlador de Sevilla (1612-1620)

### Autos sacramentales
- El colmenero divino (1613)
- No le arriendo la ganancia (1613)
- La madrina del cielo (1613, pode ser considerado uma comédia de santos)
- Los hermanos parecidos (1615)
- El laberinto de Creta

### Prosa
- Los cigarrales de Toledo (1621)
- Historia de la Orden de la Merced (1637)
- Deleitar aprovechando (1635)